# American 500 1966
American 500 1966 var ett stockcarlopp ingående i Nascar Grand National Series (nuvarande Nascar Cup Series) som kördes 30 oktober 1966 på den 1,0 mile (1,609 km) långa ovalbanan North Carolina Motor Speedway i Rockingham i North Carolina. Totalt avverkades 500 miles (804,672 km) fördelat på 500 varv. Banunderlaget var asfalt. Loppet vanns av Fred Lorenzen i en Ford på tiden 4:47.30 körande för Holman Moody. Lorenzens snitthastighet uppgick till 104,348 mph. Han var vid målgång ensam förare på ledarvarvet, fyra varv före tvåan Don White. Prispotten uppgick till 62 145 dollar, varav 14 550 dollar gick till segraren.

## Resultat
| Plc     | Nr | Förare           | Team/ bilägare              | Konstruktör | Start | Varv | Ledda varv |
| ------- | -- | ---------------- | --------------------------- | ----------- | ----- | ---- | ---------- |
| 1       | 28 | Fred Lorenzen    | Holman Moody                | Ford        | 1     | 500  | 320        |
| 2       | 31 | Don White        | Nichels Engineering         | Dodge       | 8     | 496  | 0          |
| 3       | 33 | Ned Jarrett      | Bondy Long                  | Ford        | 18    | 496  | 0          |
| 4       | 21 | Cale Yarborough  | Wood Brothers Racing        | Ford        | 12    | 494  | 0          |
| 5       | 47 | Junior Johnson   | Junior Johnson & Associates | Ford        | 25    | 494  | 0          |
| 6       | 3  | Buddy Baker      | Fox Racing                  | Dodge       | 7     | 492  | 0          |
| 7       | 6  | David Pearson    | Owens Racing                | Dodge       | 13    | 488  | 0          |
| 8       | 14 | Jim Paschal      | Tom Friedkin                | Plymouth    | 5     | 485  | 0          |
| 9       | 05 | Donnie Allison   | Robert Harper               | Chevrolet   | 27    | 478  | 0          |
| 10      | 48 | James Hylton     | Bud Hartje                  | Dodge       | 20    | 475  | 0          |
| 11      | 19 | J.T. Putney      | J.T. Putney                 | Chevrolet   | 31    | 471  | 0          |
| 12      | 49 | G.C. Spencer     | GC Spencer Racing           | Plymouth    | 16    | 468  | 0          |
| 13      | 15 | Darel Dieringer  | Junior Johnson & Associates | Ford        | 14    | 464  | 0          |
| 14      | 1  | Buddy Arrington  | Paul Lewis                  | Plymouth    | 29    | 463  | 0          |
| 15      | 33 | Jack Bowsher     | Jack Bowsher & Associates   | Ford        | 18    | 462  | 0          |
| 16      | 79 | Frank Warren     | Harold Rhodes               | Chevrolet   | 33    | 455  | 0          |
| 17      | 87 | Buck Baker       | Buck Baker Racing           | Oldsmobile  | 37    | 452  | 0          |
| 18      | 97 | Henley Gray      | Gray Racing                 | Ford        | 38    | 450  | 0          |
| 19      | 64 | Elmo Langley     | Elmo Langley                | Ford        | 22    | 449  | 0          |
| 20      | 46 | Roy Mayne        | Tom Hunter                  | Chevrolet   | 34    | 447  | 0          |
| 21      | 44 | Larry Hess       | Larry Hess                  | Ford        | 35    | 442  | 0          |
| 22      | 94 | Don Biederman    | Ron Stotten                 | Chevrolet   | 43    | 440  | 0          |
| 23      | 09 | Friday Hassler   | Red Sharp                   | Chevrolet   | 32    | 438  | 0          |
| 24      | 38 | Wayne Smith      | Archie Smith                | Chevrolet   | 30    | 438  | 0          |
| 25      | 45 | Clyde Lynn       | Seifert Racing              | Ford        | 42    | 417  | 0          |
| 26      | 70 | J.D. McDuffie    | McDuffie Racing             | Ford        | 36    | 402  | 0          |
| 27      | 26 | Gordon Johncock  | Junior Johnson & Associates | Ford        | 3     | 375  | 0          |
| 28      | 43 | Richard Petty    | Petty Enterprises           | Plymouth    | 2     | 320  | 180        |
| 29      | 42 | Paul Lewis       | Petty Enterprises           | Plymouth    | 15    | 308  | 0          |
| 30      | 5  | Bobby Isaac      | Owens Racing                | Dodge       | 26    | 293  | 0          |
| 31      | 98 | Sam McQuagg      | Nichels Engineering         | Dodge       | 11    | 270  | 0          |
| 32      | 21 | Earl Balmer      | K&K Insurance Racing        | Dodge       | 9     | 188  | 0          |
| 33      | 79 | Dick Hutcherson  | Holman Moody                | Ford        | 4     | 127  | 0          |
| 34      | 13 | Curtis Turner    | Smokey Yunick Racing        | Chevrolet   | 10    | 126  | 0          |
| 35      | 59 | Wendell Scott    | Pistone Racing              | Ford        | 40    | 119  | 0          |
| 36      | 4  | John Sears       | DeWitt Racing               | Ford        | 21    | 110  | 0          |
| 37      | 99 | Paul Goldsmith   | Nichels Engineering         | Plymouth    | 6     | 80   | 0          |
| 38      | 7  | Bobby Johns      | Shorty Johns                | Chevrolet   | 24    | 78   | 0          |
| 39      | 12 | LeeRoy Yarbrough | Jon Thorne                  | Dodge       | 17    | 67   | 0          |
| 40      | 86 | Neil Castles     | Buck Baker Racing           | Dodge       | 39    | 58   | 0          |
| 41      | 2  | Bobby Allison    | J.D. Bracken                | Chevrolet   | 28    | 57   | 0          |
| 42      | 53 | Don Tilley       | George Elliott Racing       | Ford        | 44    | 48   | 0          |
| 43      | 22 | Tommy Bostick    | i.u.                        | Chevrolet   | 41    | 42   | 0          |
| 44      | 55 | Tiny Lund        | Lyle Stelter                | Ford        | 23    | 2    | 0          |
| Källor: |    |                  |                             |             |       |      |            |